# الزراعة في كولومبيا

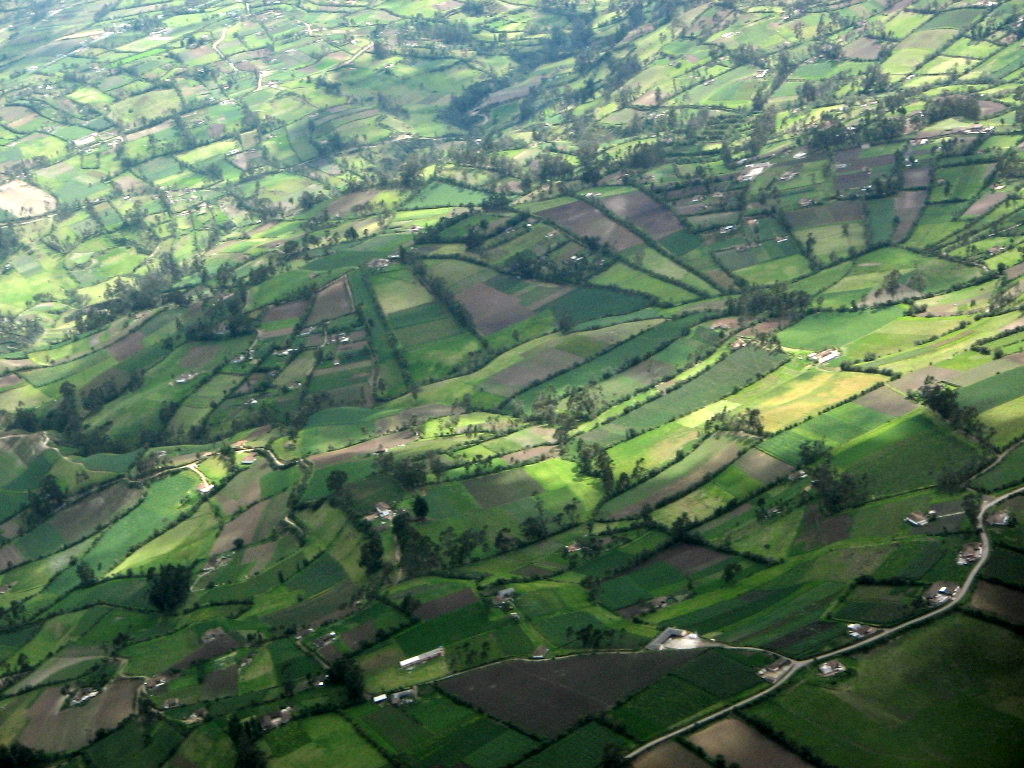
صورة جوية من الأراضي الزراعية بالقرب من قرية إبياليس.

الزراعة في كولومبيا هي أهم جزء في الاقتصاد الكولومبي، وتتعلق بجميع الأنشطة الزراعية الضرورية لإنتاج الأغذية والأعلاف والألياف، بما في ذلك جميع تقنيات تربية وتجهيز المواشي داخل جمهورية كولومبيا.
وقد جاءت عملية التصنيع في وقت متأخر نسبيا مقارنة مع دول أمريكا الجنوبية الأخرى وعلى طول الصراع الاجتماعي الداخلي الذي ميز تاريخ البلاد منذ استقلالها عن إسبانيا في عام 1810 والذي أثر على الإنتاج الزراعي، حيث تخلت الزراعة النباتية والإنتاج الحيواني عن الممارسات الزراعية بالوسائل التقليدية اليدوية (المنجل أو المجرفة) السائدة أنذاك لصالح الزراعة التكنولوجية مما أدى إلى وجود المحاصيل النقدية التي ساهمت بشكل أساسي في اقتصاد كولومبيا.
وللإنتاج الزراعي الكولومبي ثغرات كبيرة فيما يخص الموارد البشرية والحيوانية لضمان الاحتياجات المحلية و الدولية تتمثل في ضعف الإنتاجية.
حيث لايتم زرع سوى 5 في المائة فقط من مساحة الأراضي في كولومبيا، ومعظمها في المناطق المرتفعة من المنطقة المعتدلة.
وتعزى المساحة الصغيرة للزراعة جزئيا إلى تضاريس الأنديز الوعرة وجزئيا إلى نقص الري.
في عام 1996، لم تغطي المناطق المروية سوى 656 340 هكتارا، في حين أن الري الخاص يسقى 000 710 هكتار. وتخصص الوديان المسطحة والمخصبة عموما للماشية، مما يحد من الزراعة إلى المنحدرات، وهي ممارسة غير اقتصادية يجري تغييرها تدريجيا.
في عام 2000، شكلت الزراعة 14 في المائة من الناتج المحلي الإجمالي.